# Никодим Тисманський
Никодим Тисманський (болг. Никодим Тисмански) є православним святим, канонізованим як преподобний.
Никодим Тисманський другий болгарський після св. Івана Рильського, присвячений чину святих болгарського народу. Пам'ять про святого відбувається 26 грудня.
Православний покровитель округів Поморав'я та Валахія, спрямовуючи їх у істинній вірі та ісихазмі. 